# Hov
Hov è un comune delle Isole Fær Øer. Ha una popolazione di 127 abitanti e fa parte della regione di Suðuroy sull'isola omonima.
Hov, sulla costa centro-occidentale dell'isola, è l'unica località abitata del comune.